# 슈퍼바이크 월드 챔피언십

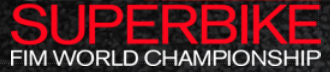

슈퍼바이크 월드 챔피언십(Superbike World Championship, 월드 슈퍼바이크, WSB, WSBK)은 슈퍼바이크 레이싱이라고도 알려진 개조된 모터사이클을 위한 모터스포츠 로드 레이싱 시리즈이다. 이 챔피언십은 1988년 설립되었다.
유럽은 슈퍼바이크 월드 챔피언십의 전통적인 중심지이자 주도적인 시장이다. 그러나 미국, 말레이시아, 뉴질랜드, 캐나다, 일본, 오스트레일리아, 러시아, 카타르, 태국, 남아프리카공화국에서 라운드가 개최되고 있다. 2008 시즌에 인도네시아 레이스가 제안되기도 했으나 나중에 FIM에 의해 취소되었다.
이 챔피언십은 국제 모터사이클 연맹(FIM)에 의해 주관된다.